# 4583 Lugo
4583 Lugo este un asteroid din centura principală, descoperit pe 1 septembrie 1989, de Observatorul din Rojen.